# Vasco Fernandes de Toledo
Vasco Fernandes de Toledo (também chamado Brás Fernandes de Toledo) (castelhano: Blasco Fernández de Toledo (também chamado Blas Fernández de Toledo) (Toledo, final do século XIII - Braga, 18 de novembro de 1372) foi um prelado castelhano que foi desterrado, por decisão de Pedro I de Castela, para Portugal.

## Biografia
De linhagem nobre toledo-moçárabe, com ascendência galego-portuguesa, era o terceiro dos oito filhos de Fernán Gómez e Teresa Vázquez. Seu pai, irmão mais velho de Gutierre Gómez, arcebispo de Toledo, foi tutor do infante Fernando desde 1292 e mais tarde chanceler e notário-chefe de Fernando IV de Castela. Sua mãe foi encarregada de cuidar e educar o infante D. Pedro, desde o seu nascimento. Mais tarde toda a família ficou ao serviço de Branca de Bourbon, esposa repudiada pelo rei Pedro I.
Vasco Fernández estudou Direito numa universidade no sul de França. Em 1320 já era cônego de Toledo, provavelmente por concessão de seu tio, o arcebispo Gutierre Gómez. Aparece como reitor de Toledo desde 1331. Nomeado para Palência em 12 de setembro de 1343, foi ordenado como bispo em 1344, através de Dom Gil Álvares de Albornoz, em Brihuega, Arquidiocese de Toledo. Permaneceu nessa posição até 1353, sendo nomeado em 17 de junho como arcebispo de Toledo, até 1362.
Durante a guerra civil castelhana entre o rei Pedro I e o seu irmão D. Henrique, o rei mandou executar seu irmão, Gutierre Fernández, suspeitando de conluio com o arcebispo; Vasco também alvo de represálias. Foi mandado para o exílio em 1360.
Foi administrador apostólico da diocese de Coimbra (1364-1371), bispo de Lisboa (1371) e arcebispo de Braga (1371-1372).
D. Vasco estava em Avinhão, ao serviço da Cúria de Gregório XI, quando este, ao saber da morte do bispo Fernando Álvares, o nomeou bispo de Lisboa; dois meses volvidos, porém, o mesmo pontífice substituiu-o por Agapito Colona à frente dos destinos da diocese de Lisboa, elevando D. Vasco ao governo do arcebispado de Braga, posição em que se manteve até morrer, no ano seguinte.[carece de fontes?]